# Seringa vaginal

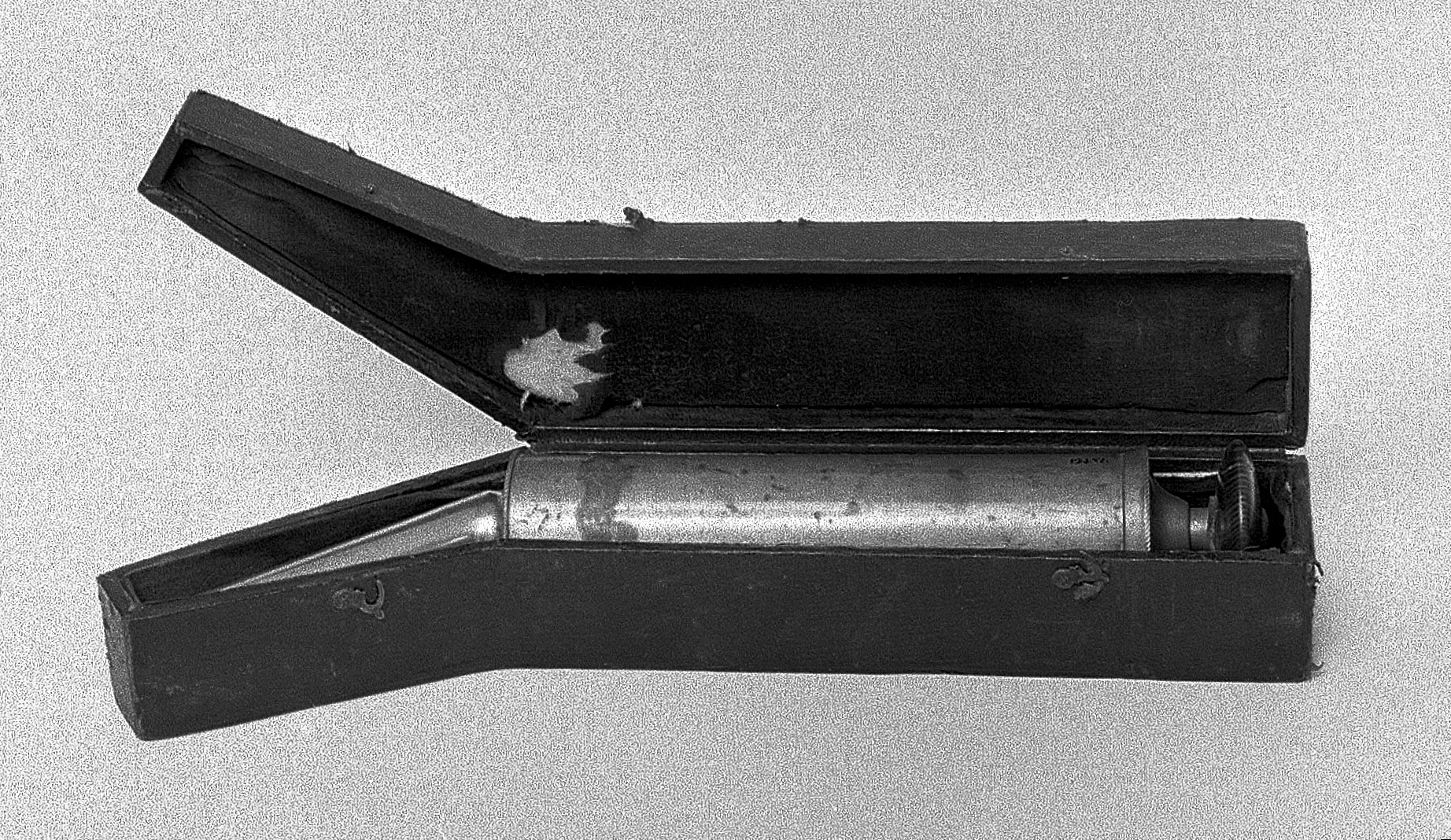
Seringa vaginal de estanho, séc. XIX

A seringa vaginal era um objeto usado no século XIX no mundo ocidental para duchas higiênicas, tratamento de doenças e contracepção. As seringas vaginais eram bastante comuns na época, mas não eram discutidas abertamente em razão dos tabus sobre a higiene feminina. As seringas vaginais eram geralmente feitas de metal, vidro ou baquelite.

## Tratamento de doenças e duchas higiênicas
Seringas vaginais eram usadas para tratar doenças como leucorréia ou doença das " vísceras pélvicas ", injetando água ou solução de produtos químicos na vagina. Seringas vaginais também eram usadas para tratar cólicas menstruais.
A seringa vaginal também foi usada para promover a noção vitoriana de que a ducha higiênica era um método apropriado de higiene feminina. Na década de 1930, "muitos ginecologistas de renome" relatavam que "o uso habitual de uma seringa vaginal" não era saudável.

## Controle de natalidade
A seringa vaginal como método anticoncepcional estava disponível para as mulheres no início do século XIX. Na década de 1860, Henry Dyer Grindle, defendeu o uso de seringas vaginais para a aplicação de espermicida na vagina após a relação sexual. Mulheres usaram diferentes tipos de espermicidas com as seringas vaginais, incluindo alume, cloreto de zinco, bicarbonato de sódio, vinagre, bórax, casca de carvalho branco, ácido carbólico e outras combinações químicas. Alguns produtos químicos que poderiam ser usados como ducha eram "capazes de induzir um aborto".